# Yoon Yong-il
Yoon Yong-il (kor. 윤용일; * 23. September 1973 in Daegu) ist ein ehemaliger südkoreanischer Tennisspieler.

## Werdegang
Yoon Yong-il konnte in seiner Karriere auf der ATP Challenger Tour vier Titel gewinnen, davon einen im Einzel und drei weitere im Doppel. Sämtliche Doppeltitel gewann er mit Landsmann Lee Hyung-taik. Bei den Asienspielen 1998 gewann er in der Einzel- und der Mannschaftskonkurrenz die Goldmedaille, im Doppel die Silbermedaille. Bei den darauffolgenden Spielen gewann er eine weitere Silbermedaille mit der Mannschaft.
Er nahm im Jahr 1996 an den Olympischen Spielen in Atlanta teil. In der Doppelkonkurrenz schied er gemeinsam mit Lee Hyung-taik bereits in der ersten Runde aus. Er und Lee unterlagen Wayne und Byron Black aus Simbabwe in zwei Sätzen. Auch bei den Olympischen Spielen 2000 in Sydney nahm er gemeinsam mit Lee Hyung-taik am Doppelturnier teil. Nachdem sie in der ersten Runde die chilenische Paarung Nicolás Massú und Marcelo Ríos geschlagen hatten, scheiterten sie im Achtelfinale an den Deutschen Tommy Haas und David Prinosil.
Yoon Yong-il bestritt zwischen 1993 und 2002 insgesamt 16 Begegnungen für die südkoreanische Davis-Cup-Mannschaft. Während seine Einzelbilanz mit 16:10 positiv war, blieb seine Doppelbilanz mit 3:4 negativ.